# Sistema de controle de reação

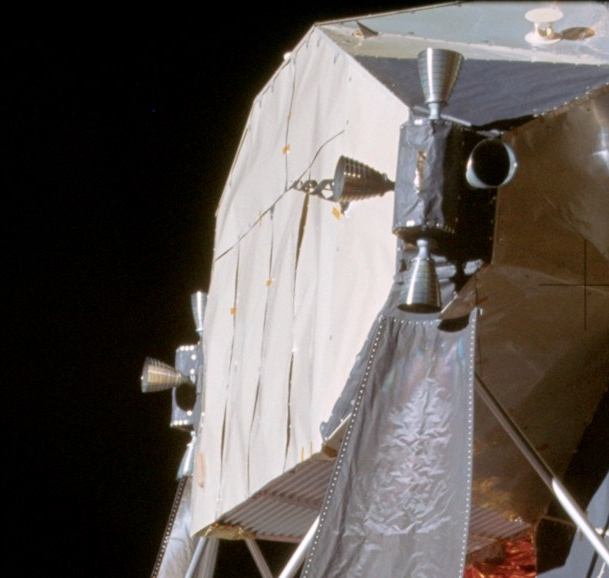
Blocos de RCS do Módulo Lunar Apollo.

Um Sistema de controle de reação (RCS) (do inglês Reaction Control System), é um subsistema de uma espaçonave cujo objetivo é o controle de atitude e direção usando pequenos propulsores.
Um sistema ou bloco RCS, é capaz de produzir pequenos empuxos em qualquer direção ou combinação de direções, e também torque permitindo o controle da rotação nos três eixos. O sistema funciona conectando os propulsores RCS a uma rede, e dando a cada um dos propulsores RCS uma ID de localização, e dependendo da localização, os propulsores RCS controlam a rotação do foguete no espaço, onde asas com ailerons não funcionariam pela falta de atmosfera, podendo também fazer a translação precisa do foguete, como por exemplo: para uma manobra precisa de acoplagem ou interação com outro objeto espacial ou corpo celeste.

## Falhas notáveis
- No voo STS-28 do Columbia, um motor RCS teve de ser desligado pela chance alta de conter uma fenda que acabasse com a missão, bem como uma falha no aquecedor.
- Durante o STS-60 do ônibus/vaivém espacial Discovery, às 7:58 a.m. EST, o comandante Charles Bolden reportou ao controle em terra que uma das telhas do Sistema de Proteção Térmica (TPS) ao redor dos propulsores RCS do Discovery abaixo da cabine do comandante Bolden estava levemente removida. N. Jan Davis foi selecionado para fazer o desligamento e armazenamento do braço do Sistema de Manipulação Remota (RMS) e utilizou o braço para realizar uma inspeção com câmera do lado esquerdo superior do orbitador.